# Iolair (schip, 1982)

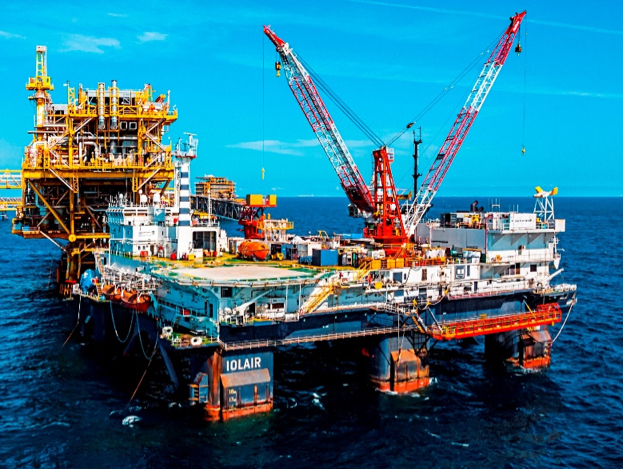
De Iolair

De Iolair is een halfafzinkbaar platform dat in 1982 werd gebouwd door Scott Lithgow voor BP. Het ontwerp bestaat uit twee pontons met daarop elk twee kolommen en een rechthoekig dek. Het is ontworpen als onderhoudsschip (maintenance and support vessel, MSV) en is daarvoor ingericht als accommodatieplatform, een duikondersteuningsvaartuig en een constructieschip. Daarnaast is het een emergency support vessel (ESV) en kan dan ook fungeren als blusboot. Opvallend is de afwezigheid van horizontale buizen (bracings) tussen de kolommen die bij andere semi's worden gebruikt om de splijtkrachten op te vangen.
In 1995 werd het verkocht aan Reading & Bates en in 2002 aan Exeter Marine Limited.